# Alloniscus nacreus
Alloniscus nacreus là một loài chân đều trong họ Alloniscidae. Loài này được miêu tả khoa học năm 1922 bởi Collinge.